# Puntate di Uomo vs. Natura
Questa pagina contiene la lista delle puntate del programma televisivo Uomo vs. Natura, trasmesse da Discovery Channel dal 10 marzo 2006 al 29 novembre 2011.
| Stagione         | Episodi | Prima TV UK | Prima TV Italia |
| ---------------- | ------- | ----------- | --------------- |
| Prima stagione   | 15      | 2006-2007   |                 |
| Seconda stagione | 13      | 2007-2008   |                 |
| Terza stagione   | 10      | 2008-2009   |                 |
| Quarta stagione  | 11      | 2009-2010   |                 |
| Quinta stagione  | 7       | 2010        |                 |
| Sesta stagione   | 6       | 2011        |                 |
| Settima stagione | 6       | 2011        |                 |

## Prima stagione
| n° | n° ita | Titolo originale       | Titolo italiano             | Prima TV USA | Prima TV ITA |
| -- | ------ | ---------------------- | --------------------------- | ------------ | ------------ |
| 1  | 16     | The Rockies            | The Rockies                 |              |              |
| 2  | 4      | Moab Desert            | Il Deserto del Moab         |              |              |
| 3  | 8      | Costa Rican Rainforest | La Foresta della Costa Rica |              |              |
| 4  | 15     | Alaska                 | Sulle montagne dell’Alaska  |              |              |
| 5  | 5      | Mount Kilauea          | Il Kilauea                  |              |              |
| 6  | 14     | Sierra Nevada          | Sierra Nevada               |              |              |
| 7  | 12     | African Savannah       | Savana Africana             |              |              |
| 8  | 1      | European Alps          | Alpi                        |              |              |
| 9  | 9      | Desert Island          | L’isola deserta             |              |              |
| 10 | 3      | Everglades             | Everglades                  |              |              |
| 11 | 6      | Iceland                | Islanda                     |              |              |
| 12 | 10     | Mexico                 | Messico                     |              |              |
| 13 | 7      | Kimberley, Australia   | Kimberley Australia         |              |              |
| 14 | 2      | Ecuador                | Ecuador                     |              |              |
| 15 | 13     | Scotland               | Scozia                      |              |              |